# Бари Сардо
Ба̀ри Са̀рдо (на италиански: Bari Sardo; на сардински: Barì, Бари) е малък град и община в Южна Италия, провинция Нуоро, автономен регион на остров Сардиния. Разположен е на 51 m надморска височина. Населението на общината е 3983 души (към 2010 г.).
До 2005 г. общината е част от провинция Нуоро.